# خانه اسدی لاری (خانه نصیرالسادات)
منزل اسدی لاری (منزل نصیرالسادات) مربوط به دوره قاجار است و در شیراز، سه راه نمازی، کوچه بی بی دختران، پ۱۰ واقع شده و این اثر در تاریخ ۱۲ مهر ۱۳۷۷ با شمارهٔ ثبت ۲۱۲۷ به‌عنوان یکی از آثار ملی ایران به ثبت رسیده است.